# Superman (Zeichentrickserie 1988)
Superman ist eine US-amerikanische Zeichentrickserie aus dem Jahr 1988, produziert von Ruby-Spears Productions und Warner Bros. Television. Die Serie basiert auf der gleichnamigen Comicfigur Superman von Jerry Siegel und Joe Shuster und lief im Jahr 1988, dem 50. Jahrestag der Erstveröffentlichung von Superman, im amerikanischen Sender CBS. Es wurden 13 jeweils ca. 22-minütige Folgen produziert und gesendet.
Der Comicautor Marv Wolfman fungierte als Chefautor der Serie und entwickelte zusammen mit dem für Design zuständigen Comiczeichner Gil Kane die Serie.

## Inhalt
Es war der erste Post-Crisis-Auftritt Supermans außerhalb der Comichefte, basierend auf Veränderungen, die John Byrne 1986 in der Comicserie eingeführt hatte. So wurde unter anderem Lex Luthor nicht mehr als böser Wissenschaftler, sondern als machthungriger Industrieller dargestellt. Auch enthält die Serie Auftritte der Superheldin Wonder Woman, basierend auf ihrer Gestaltung durch George Pérez.
Die Hauptgeschichte in jeder Folge war ca. 21 Minutes lang, die letzten 4 Minuten wurden verwendet, um im Superman Family Album einige biographische Details aus den jungen Jahren von Superman darzustellen, von seiner Adoption als Kind bis hin zum ersten öffentlichen Auftritt als Superman.

## Produktion und Veröffentlichung
Bei der Produktion von Ruby-Spears Productions und Warner Bros. Television führten Cosmo Anzilotti, Bill Hutten	und Tony Love Regie. Die Musik der Serie komponierte Ron Jones, es wurde unter anderem eine neu durch ein Orchester aufgenommene Version der klassischen Melodie von John Williams aus dem Film Superman vom 1978 genutzt. Zusätzlich wurde während der Eröffnungssequenz der gleiche Monolog verwendet wie in  der Superman Fernsehserie von 1950.
Die Serie wurde erstmals vom 17. September bis zum 10. Dezember 1988 durch CBS in den USA ausgestrahlt.

## Episodenliste
| Nummer | Originaltitel                                                          | Erstausstrahlung (USA) | Drehbuch |
| ------ | ---------------------------------------------------------------------- | ---------------------- | --- |
| 1      | Destroy the Defendroids/The Adoption                                   | 17. September 1988     | Marv Wolfman |
| 2      | Fugitive From Space/The Supermarket                                    | 24. September 1988     | Martin Pasko (Fugitive From Space); Cherie Wilkerson (The Supermarket)                                                       |
| 3      | By the Skin of the Dragon’s Teeth/At the Babysitter’s                  | 1. Oktober 1988        | Karen Willson & Chris Weber (By the Skin of the Dragon’s Teeth); Cherie Wilkerson (At the Babysitter’s)                      |
| 4      | Cybron Strikes/The First Day of School                                 | 8. Oktober 1988        | Buzz Dixon (Cybron Strikes); Cherie Wilkerson (The First Day of School)                                                      |
| 5      | The Big Scoop/Overnight with the Scouts                                | 15. Oktober 1988       | Michael Reaves (The Big Scoop); Cherie Wilkerson (Overnight with the Scouts)                                                 |
| 6      | Triple-Play/The Circus                                                 | 22. Oktober 1988       | Lawrence G. DiTillio (Triple-Play); Meg McLaughlin (The Circus)                                                              |
| 7      | The Hunter/Little Runaway                                              | 29. Oktober 1988       | Chris Weber & Karen Willson (The Hunter); Cherie Wilkerson (Little Runaway)                                                  |
| 8      | Superman and Wonder Woman vs. The Sorceress of Time/The Birthday Party | 5. November 1988       | Cherie Wilkerson & Marv Wolfman (Superman and Wonder Woman vs. The Sorceress of Time); Cherie Wilkerson (The Birthday Party) |
| 9      | Bonechill/The Driver’s License                                         | 12. November 1988      | Lawrence G. DiTillio (Bonechill); Cherie Wilkerson (The Driver’s License)                                                    |
| 10     | The Beast Beneath These Streets/First Date                             | 19. November 1988      | Michael Reaves (The Beast Beneath These Streets); Cherie Wilkerson (First Date)                                              |
| 11     | Wildshark/To Play or not to Play                                       | 26. November 1988      | Marv Wolfman & Cherie Wilkerson (Wildshark); Cherie Wilkerson (To Play or not to Play)                                       |
| 12     | Night of the Living Shadows/Graduation                                 | 3. Dezember 1988       | Buzz Dixon (Night of the Living Shadows); Cherie Wilkerson (Graduation)                                                      |
| 13     | The Last Time I Saw Earth/It’s Superman                                | 10. Dezember 1988      | Steve Gerber (The Last Time I Saw Earth); Cherie Wilkerson (It’s Superman)                                                   |

- Regie bei allen Folgen führten Cosmo Anzilotti, Bill Hutten, Tony Love und Charles A. Nichols.[1]

## Synchronisation
| Rolle                 | englischer Sprecher |
| --------------------- | ------------------- |
| Clark Kent / Superman | Beau Weaver         |
| Lois Lane             | Ginny McSwain       |
| Lex Luthor            | Michael Bell        |
| Perry White           | Stanley Ralph Ross  |
| Jessica Morganberry   | Lynne Marie Stewart |
| Jimmy Olsen           | Mark L. Taylor      |
| Pa Kent               | Alan Oppenheimer    |
| Ma Kent               | Tress MacNeille     |